# 香川県道49号観音寺善通寺線
香川県道49号観音寺善通寺線（かがわけんどう49ごう かんおんじぜんつうじせん）は、香川県観音寺市から香川県善通寺市に至る県道（主要地方道）である。

## 概要

### 路線データ
- 起点：香川県観音寺市観音寺町（香川県道8号観音寺佐野線・香川県道21号丸亀詫間豊浜線交点）
- 終点：香川県善通寺市善通寺町（香川県道24号善通寺大野原線交点）

## 歴史
- 1993年（平成5年）5月11日 - 建設省から、県道観音寺善通寺線が観音寺善通寺線として主要地方道に指定される[1]。
- 1994年（平成6年）4月1日 - 香川県が整理番号を49に変更。

## 路線状況

### 重複区間
- 香川県道270号丸亀琴平観音寺自転車道線（稲積橋北詰交差点 - 稲積橋南詰交差点）
- 香川県道229号本山停車場線（三豊市豊中町岡本 - 三豊市豊中町本山甲）
- 香川県道35号豊中三野線（交差点 - 交差点）
- 国道11号（交差点 - 六松交差点）

### 道路施設

#### 橋梁
12橋梁291m
- 大正橋（一ノ谷川・観音寺市観音寺町）
- 汐入橋（加儀田川・観音寺市観音寺町）
- 明治橋（一ノ谷川・観音寺市坂本町）
- 稲積橋（財田川・観音寺市村黒町 - 観音寺市高屋町）
- （竿川・三豊市豊中町岡本）
- 大日橋（高瀬川・三豊市高瀬町下勝間）

## 地理

### 通過する自治体
- 観音寺市
- 三豊市
- 善通寺市

### 交差する道路
- 香川県道8号観音寺佐野線・香川県道21号丸亀詫間豊浜線（香川県観音寺市観音寺町・三架橋交差点、起点）
- 香川県道239号観音寺港観音寺停車場線（香川県観音寺市栄町・観音寺駅前交差点）
- 香川県道6号込野観音寺線（香川県観音寺市坂本町・明治橋交差点）
- 香川県道5号観音寺池田線（香川県観音寺市村黒町・村黒町交差点）
- 香川県道270号丸亀琴平観音寺自転車道線（香川県観音寺市・稲積橋南詰交差点）
- 香川県道270号丸亀琴平観音寺自転車道線（香川県観音寺市・稲積橋北詰交差点）
- 香川県道236号室本流岡線（香川県観音寺市高屋町・稲積橋北詰交差点）
- 香川県道224号岡本高瀬線（香川県三豊市豊中町岡本）
- 香川県道229号本山停車場線（香川県三豊市豊中町岡本）
- 香川県道229号本山停車場線（香川県三豊市豊中町本山甲）
- 香川県道35号豊中三野線（香川県三豊市豊中町笠田笠岡）
- 国道11号・香川県道35号豊中三野線・香川県道226号財田西豊中線（香川県三豊市豊中町笠田笠岡）
- 国道11号（香川県三豊市高瀬町下勝間・六ツ松交差点）
- 香川県道218号財田上高瀬線（香川県三豊市高瀬町下勝間）
- 香川県道23号詫間琴平線（香川県三豊市高瀬町下勝間・下勝間交差点）
- 香川県道219号神田高瀬線（香川県三豊市高瀬町上高瀬）
- 香川県道24号善通寺大野原線（香川県善通寺市善通寺町、終点）

### 峠
- 大日峠 （三豊市 - 善通寺市）